# Сунь Фэйфэй
Сунь Фэйфэ́й (кит. упр. 孙菲菲, пиньинь Sūn Fēifēi; род. 20 марта 1989, Вэйфан) — китайская топ-модель.
Родилась в 1989 году в городе Вэйфан, в модельном бизнесе с раннего возраста. Является лицом известного производителя косметики и парфюмерии Estée Lauder.

## Карьера
До окончания общеобразовательной школы с модельными агентствами контракты не заключала, однако участвовала в показах в Китае. В 2008 году прошла кастинг на китайскую версию конкурса для начинающих моделей Elite Model Look. Заняла первое место в Китае и третье место в международном финале конкурса, что стало хорошей отправной точкой для старта карьеры. В 2009 году переехала в Нью-Йорк.
На большом подиуме дебютировала в 2010 году на неделе высокой моды в Лондоне, на показе шотландского дизайнера Christopher Kane. В этом же году участвовала в показах: Jil Sander, Dries Van Noten, Céline, Hermès, Miu Miu, Prada, Valentino, Christian Dior и других.
В январе 2011 года была сфотографирована для фотосета в журнале Vogue Italia. В январе 2013 года стала первой азиатской моделью которая появилась на обложке Vogue Italia. В 2014 году вместе с другими восемью моделями она была на обложке American Vogue, также став первой азиатской моделью на обложке издания. Позже она появлялась на обложках Vogue China, Vogue Japan, Vogue Paris, British Vogue и ряда других журнала.
Первой крупной рекламной кампанией в которой была задействована модель стала работа для Dsquared2 в 2011 году. С тех пор она являлась рекламным лицом следующих модных домов и торговых марок: Prada, Louis Vuitton, Lane Crawford, Calvin Klein, Chanel, Giorgio Armani (3 сезона подряд), Diesel, DKNY, H&M и не так давно Christian Dior и Chanel Watches. Весной 2012 года она стала первой азиатской моделью ставшей лицом итальянского модного дома Valentino.
В сентябре 2014 года вошла в топ-50 моделей мира по версии влиятельного сайта models.com. В июне 2015 года в третий раз появилась на обложке журнала Vogue Italia.
В 2017 году редакторами сайта models.com была перечислена к супермоделям нового времени.
С 2017 года замужем за китайским фотографом.